# Солнце неспящих
«Со́лнце неспя́щих» (груз. უძინართა მზე) — художественный фильм (драма) 1992 года. В названии картины — отсылка к стихотворению Байрона в переводе А. К. Толстого «Неспящих солнце! Грустная звезда!..».

## Сюжет
Врач «скорой помощи» Гела Бенделиани в течение многих лет ведет опыты над крысами, больными раком, с целью получить необходимую людям вакцину. Делает он это в одиночку в собственном жилище в свободное от работы время, сгорая от предчувствия триумфа своей идеи. Накануне открытия врач теряет всё, что было накоплено двадцатипятилетним трудом…
Русский текст читал поэт Михаил Квливидзе. В фильме используется нецензурная лексика.

## В ролях
- Элгуджа Бурдули
- Леван Пилпани
- Лика Кавжарадзе
- Коба Цхакая
- Мамука Кикалейшвили
- Кетеван Бочоришвили — медсестра

## Призы
- Премия МКФ в Берлине в 1993 году
- 2 «Ники» — за сценарий и мужскую роль
- Главный приз в конкурсе «Кино для всех» («Кинотавр-92»)